# Cornisa

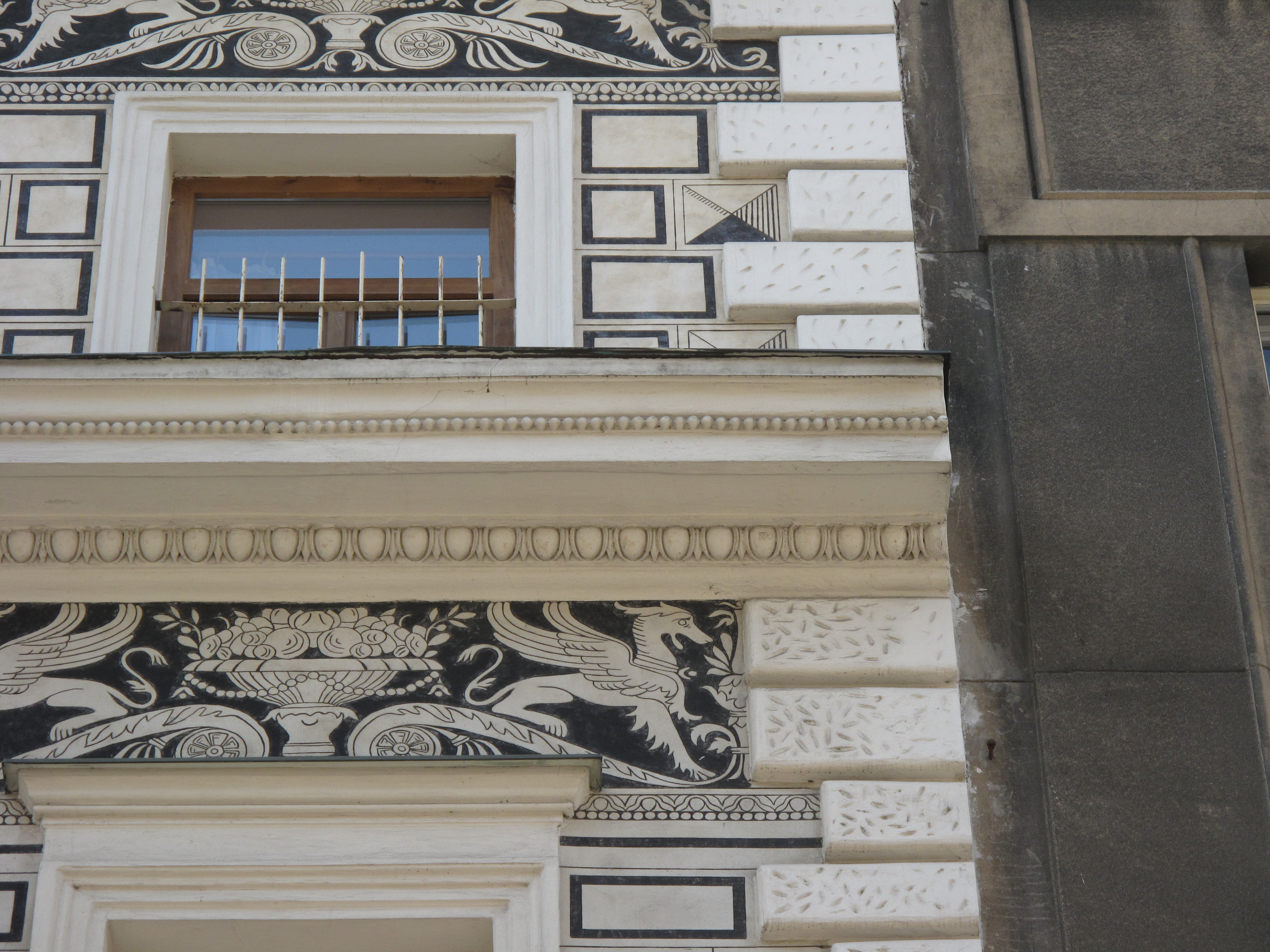
Cornisa a la façana d'un edifici a Praga.

En arquitectura, una cornisa és un element sortint, situat a la part superior de la façana.
La seva funció principal és protegir el mur de la pluja, desviant-la perquè no incideixi directament sobre la façana. A l'exterior també té una funció decorativa. Si es troben a l'interior, la principal funció és ornamental i solen ser de materials més febles com la fusta, el guix, etc.
Les formes de les cornises varien molt en funció de l'època d'origen. Generalment, predominen les motllures i s'aplica el mateix ordre arquitectònic que al conjunt de l'edificació.
A Grècia tenia una gran importància, la va perdre durant el Romànic i el Gòtic i ressorgeix amb força amb el Renaixement.
Actualment, aquest element arquitectònic es continua utilitzant amb materials com el formigó.